# King Davids Peak
King Davids Peak är en bergstopp i Australien. Den ligger i kommunen Meander Valley och delstaten Tasmanien, i den sydöstra delen av landet, omkring 150 kilometer nordväst om delstatshuvudstaden Hobart. Toppen på King Davids Peak är 1 509 meter över havet.
Runt King Davids Peak är det mycket glesbefolkat, med 2 invånare per kvadratkilometer.. Det finns inga samhällen i närheten.
I omgivningarna runt King Davids Peak växer huvudsakligen savannskog. Genomsnittlig årsnederbörd är 1 598 millimeter. Den regnigaste månaden är augusti, med i genomsnitt 204 mm nederbörd, och den torraste är januari, med 63 mm nederbörd.